# Ås

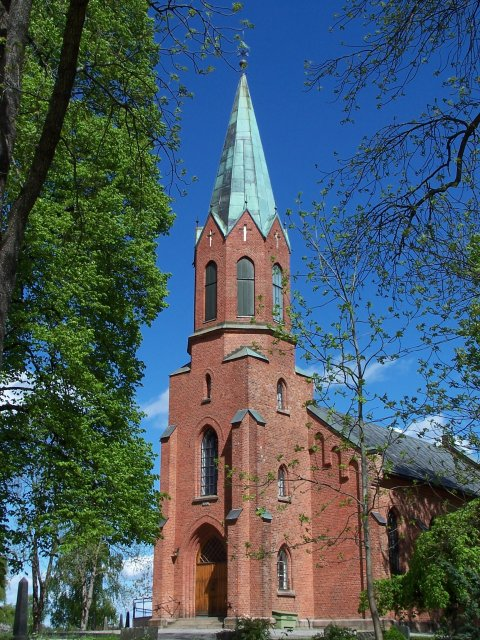
Kostel v Åsu

Ås je obec v Norsku. Leží v kraji Akershus zhruba 35 kilometrů jižně od hlavního města Osla. Její rozloha je 103 čtverečních kilometrů a v roce 2013 v ní žilo přes sedmnáct tisíc obyvatel.
Na severu a východě sousedí s obcemi Oppegård a Ski, na jihu s obcemi Hobøl a Vestby a na západě s Frognem.
K atrakcím města patří most, vybudovaný podle náčrtku Leonarda da Vinci; most byl otevřen roku 2001.